# Gli occhi miei
Gli occhi miei (italienisch für „Meine Augen“) ist ein italienisches Lied des Autorenduos Carlo Donida und Mogol, das erstmals von Wilma Goich und Dino beim Sanremo-Festival 1968 der Öffentlichkeit präsentiert wurde. In einer englischen Coverversion von Tom Jones wurde das Lied unter dem Titel Help Yourself international bekannt. Noch im selben Jahr veröffentlichten Ben Cramer mit Dans met mij eine niederländische und Peter Alexander und Tonia mit Komm und bedien dich bzw. Karussell deutsche Fassungen.

## Original

### Hintergrund
Für Wilma Goich war 1968 bereits die vierte Sanremo-Teilnahme, für Dino die erste. Donida und Mogol waren bereits erfahrene Sanremo-Autoren. Gli occhi miei wurde, wie von den Festivalregeln in jenen Jahren vorgesehen, in zwei unterschiedlichen Versionen einmal von Dino und einmal von Wilma Goich interpretiert und erreichte zwar das Finale am 3. Februar, konnte schließlich jedoch mit 71 Stimmen nur Platz elf (von 14) erreichen.
Eine Solo-Version von Dino, die beim Label Arc als 7″-Single mit der B-Seite Passano erschien, erreichte im Anschluss an das Festival Platz 10 der italienischen Singlecharts von Musica e dischi sowie Platz 58 der Jahrescharts. Sie fand überdies Eingang in Dinos drittes selbstbetiteltes Studioalbum. Wilma Goich veröffentlichte ebenfalls eine Solo-Single des Liedes und nahm die Version 1991 in ihr Album Come un fiore auf.
Marisa Sannia veröffentlichte beim Label Cetra noch im selben Jahr als B-Seite der 7″-Single Casa bianca (mit diesem Lied hatte Sannia zusammen mit Ornella Vanoni den zweiten Platz beim Sanremo-Festival erreicht) eine Coverversion von Gli occhi miei, welche auf ihrem Debütalbum enthalten ist. Bei Sannia fehlt der Instrumentalteil nach dem ersten Refrain, stattdessen gibt es eine zusätzliche Strophe. 1985 erschien eine weitere italienische Version auf dem Coveralbum Le più belle canzoni di Sanremo der Gruppe Ro Bo T, die eine temporäre Zusammenarbeit der drei Musiker Rosanna Fratello, Bobby Solo und Little Tony darstellte.

### Musikalischer Aufbau
Das Lied besteht aus Strophe, Refrain und einem Instrumentalsolo, welches die Position der Bridge einnimmt. Es beginnt mit den ersten beiden Strophen, auf die der wiederholte Refrain folgt. Nach dem Instrumentalsolo folgt die dritte Strophe, den Abschluss bildet der mehrmals wiederholte Refrain.
Harmonisch folgt das Lied in den Strophen dem einfachen Schema I–IV–I–V auf Es, teilweise noch durch den Dominantseptakkord (A7) erweitert. Im Refrain wird auf die Subdominante ganz verzichtet.

### Text
Im italienischen Text von Mogol wendet sich der Sänger an eine unbekannte Person und singt über seine eigenen Augen, die mehr über ihn verraten würden, als er mit Worten ausdrücken kann: Anche se non ti parlo mai, il mio segreto tu saprai („Auch wenn ich dich nie anspreche, wirst du mein Geheimnis erfahren“). Im Refrain beklagt er sich jedoch bei der angesprochenen Person darüber, dass sie nie in seine Augen schauen würde, obwohl er sich sicher ist, dass sie bereits einige Sympathie für ihn empfinde (che un po’ di bene già mi vuoi).
Der Text ist durchgehend geschlechtsunspezifisch. Auffällig ist das jeweils viermalige Wiederholen der titelgebenden Phrase gli occhi miei („Meine Augen“) am Ende jeder Strophe, zum Refrain überleitend (als pre-chorus).

## Help Yourself

A-Seite der britischen Singleausgabe von Help Yourself

### Hintergrund
Mit einem englischen Text von Jack Fishman, der keinerlei Bezüge zum italienischen Original aufweist, nahm der walisische Sänger Tom Jones 1968 Help Yourself („Bedien dich!“) auf. Das Lied, das später auf Jones’ gleichnamigem Album Platz fand, wurde am 5. Juli 1968 erstveröffentlicht und erreichte international die Charts; in Deutschland bescherte es Jones nach Delilah den zweiten Nummer-eins-Hit in Folge sowie eine Goldene Schallplatte. Die B-Seite der bei Decca erschienenen Single bildete Day by Day. In den USA hingegen erschien die Single bei Parrot Records, zusammen mit fünf weiteren Help-Yourself-Albumtracks.
| ChartsChartplatzierungen       | Höchstplatzierung | Wochen |
| ------------------------------ | ----------------- | ------ |
| Deutschland (GfK)              | 1 (22 Wo.)        | 22     |
| Österreich (Ö3)                | 3 (24 Wo.)        | 24     |
| Schweiz (IFPI)                 | 3 (13 Wo.)        | 13     |
| Vereinigtes Königreich (OCC)   | 5 (26 Wo.)        | 26     |
| Vereinigte Staaten (Billboard) | 35 (8 Wo.)        | 8      |

Die Sängerin Frances Yip nahm für ihr Greatest-Hits-Album von 1971, das bei Life Records erschienen ist, eine Coverversion des Liedes auf. Der Komiker Steve Coogan brachte 1996 unter dem Pseudonym Tony Ferrino eine Parodie des Songs heraus; die B-Seite der Single bildet Bigamy at Christmas. Damit erreichte er in den britischen Singlecharts Platz 42 (bei einer Verweildauer von fünf Wochen).

### Text
Im englischen Text von Fishman beschreibt der Sänger die verlockenden Angebote der Liebe, die wie „Süßigkeiten in der Auslage“ (like candy on a shelf) sei, und fordert die angesprochene Person auf, zuzugreifen und sich zu bedienen. Da er selbst überreich an Liebe ist (I’m rich with love, a millionaire), drängt er die Person, das Angebot anzunehmen. Im Refrain bietet er schließlich sich selbst und alle Liebe in seinem Herzen an, zu dem das Lächeln der anderen Person eine Tür geöffnet habe (just help yourself to the love in my heart, your smile has opened up the door).
Anders als im Original wird der Text des Refrains nicht einfach unverändert zweimal hintereinander gestellt, sondern besteht von vornherein aus acht statt nur vier Zeilen.

## Dans met mij
Etwa zur selben Zeit wie Tom Jones veröffentlichte Ben Cramer eine niederländische Version des Liedes unter dem Titel Dans met mij („Tanz mit mir“) beim Label Omega (Dureco). Als B-Seite von Gina (nach anderen Angaben als A-Seite) stieg die Single in die Nederlandse Top 40 ein; für die Platz-sieben-Platzierung zählte allerdings auch die Tom-Jones-Version mit.
Den Text der niederländischen Version schrieb der Songwriter Willy Rex, er weist keine Ähnlichkeiten zum italienischen oder englischen Text auf. Es geht darum, fröhlich zu sein, die Nacht zu nutzen und mit Singen und Tanzen zu verbringen. Der Refrain ist durch die einfache Zeile zing lalala („sing La La La“) gekennzeichnet, die auf die Version von Wilma Goich verweist, in der die letzte Wiederholung des Refrains ebenfalls nur noch aus La La La besteht.

## Komm und bedien dich

### Hintergrund

A-Seite der Singleveröffentlichung von Komm und bedien dich

Nachdem Peter Alexander bereits ein erfolgreiches Cover des Tom-Jones-Hits Delilah aufgenommen hatte, veröffentlichte er im September 1968 bei Ariola sein Lied Komm und bedien dich, welches allerdings offiziell nur auf das italienische Original zurückgriff. Die B-Seite der 7″-Single bildete das Lied Eifersüchtiges Mädchen. Für den Text der deutschen Fassung sind Kurt Feltz und Hans Bradtke verantwortlich. Feltz produzierte das Lied auch (wie schon Delilah).
Das Lied kommt im Film Zum Teufel mit der Penne vor, der Ende 1968 in die westdeutschen Kinos kam. Peter Alexander spielt darin einen Reporter, der sich in der Rolle eines Lehrers in eine Schule einschleicht, um undercover recherchieren zu können. Im Verlauf des Films singt er zwei Lieder aus seinem Repertoire. Auf einer Party wird er von seinen Schülern aufgefordert, ein Lied zu singen; diesen Wunsch erfüllt er mit Komm und bedien dich, wobei er von einer Schülerband begleitet wird. Der Filmdienst kritisierte Alexanders Gesangseinlagen allerdings als „schwachsinnige Liedchen“.
| ChartsChartplatzierungen | Höchstplatzierung | Wochen |
| ------------------------ | ----------------- | ------ |
| Deutschland (GfK)        | 9 (14 Wo.)        | 14     |
| Österreich (Ö3)          | 9 (4 Wo.)         | 4      |

Alexanders Version zog noch weitere deutschsprachige Coverversionen nach sich, so schon 1968 von Gerhard Wendland, 2002 von Helmut Zacharias oder 2008 von Stefanie Hertel.

### Text
Der deutsche Text von Feltz und Bradtke greift zwar laut offiziellen Credits nur auf den originalen Mogol-Text zurück, lehnt sich inhaltlich jedoch klar an den Fishman-Text an. Dies zeigt sich bereits im Titel, der auf eine einfache Übersetzung von Help Yourself („Bedien dich!“) zurückgeht. Auch der allererste Satz Die Liebe ist ein Festmenü verweist auf den Beginn der englischen Version (Love is like candy on a shelf). Der Vorlage treu bleibend, bietet der Sänger sich selbst, sein Herz und die viele Liebe, die er habe, der angesprochenen Person an.
Auffällig sind die gelegentlichen englischen Einwürfe, die prominent am Zeilenende stehen: und wenn sie kommt, dann sag ich please, nimm dir das, nimm dir dies; Ich lad dich ein, und du sagst yes, und zum Dessert gibt’s Happiness. Wie in der englischen, aber im Unterschied zu den anderen Sprachversionen, wird der Text des Refrains nicht einfach unverändert zweimal hintereinander gestellt, sondern erstreckt sich über die vollen acht Zeilen.

## Karussell
Ebenfalls mit einem Text von Hans Bradtke erschien 1968 unter dem Titel Karussell bei Decca eine deutschsprachige Coverversion der belgischen Sängerin Tonia, begleitet von Henry Mayer und seinem Orchester. Der Text erinnert im Aufbau an die Wilma-Goich-Version (wiederholte Phrasen im pre-chorus und die letzte Wiederholung des Refrains als lalala), ist inhaltlich jedoch komplett unabhängig. Auf der B-Seite der Single befindet sich eine Komposition von Mayer mit einem Text von Günter Loose, Heute, morgen (alle Zeit).

## Belege
1. ↑  Sanremo 1968 (18a Edizione). HitParadeItalia, abgerufen am 18. April 2015 (italienisch).
2. 1 2  Festival di Sanremo 1968. TV Sorrisi e Canzoni, 26. Januar 2015, abgerufen am 18. April 2015 (italienisch).
3. ↑  Dino – Gli occhi miei / Passano bei Discogs, abgerufen am 17. April 2015.
4. ↑  Chartarchiv. Musica e dischi, abgerufen am 17. April 2015 (italienisch, kostenpflichtiger Abonnement-Zugang).
5. ↑  Guido Racca: M&D Top 100 Year-End: Singoli & Album 1960-2018. Selbstverlag, 2019, ISBN 978-1-980329-12-1, S. 38.
6. ↑  Dino – Dino bei Discogs, abgerufen am 17. April 2015.
7. ↑  Wilma Goich – Come un fiore bei Discogs, abgerufen am 17. April 2015.
8. ↑  Marisa Sannia – Casa Bianca bei Discogs, abgerufen am 17. April 2015.
9. ↑  Marisa Sannia – Marisa Sannia bei Discogs, abgerufen am 17. April 2015.
10. ↑  Gli occhi miei bei Discogs, abgerufen am 17. April 2015.
11. ↑  Günter Ehnert: Hit Bilanz – Deutsche Chart Singles 1956–1980. 1. Auflage. Verlag populärer Musik-Literatur, Norderstedt 2000, ISBN 3-922542-24-7, S. 444.
12. ↑  Tom Jones – Help Yourself bei Discogs, abgerufen am 17. April 2015.
13. ↑  Tom Jones – Help Yourself bei Discogs, abgerufen am 17. April 2015.
14. 1 2 3 4 5  Chartquellen Help Yourself: D-A-CH, US, UK
15. ↑  Frances Yip – Greatest Hits bei Discogs, abgerufen am 18. April 2015.
16. ↑  Gli occhi miei in den Official UK Charts (englisch): abgerufen am 17. April 2015.
17. 1 2  Ben Cramer – Gina bei Discogs, abgerufen am 24. April 2015.
18. 1 2  Tom Jones / Ben Cramer – Help Yourself / Dans met mij. In: Nederlandse Top 40. Stichting Nederlandse Top 40, abgerufen am 24. April 2015 (niederländisch).
19. ↑  Ben Cramer – Dans met mij. In: Dutchcharts.nl. Hung Medien, abgerufen am 24. April 2015 (englisch).
20. ↑  Peter Alexander – Komm und bedien dich (Gli occhi miei) bei Discogs, abgerufen am 17. April 2015.
21. ↑  Zum Teufel mit der Penne - Die Lümmel von der ersten Bank - 2. Teil. In: Lexikon des internationalen Films. Filmdienst, abgerufen am 17. April 2015.
22. 1 2  Chartquellen: Chartquelle Komm und bedien dich
23. ↑  Gerhard Wendland – Love, so heißt mein Song bei Discogs, abgerufen am 24. April 2015.
24. ↑  Helmut Zacharias – Danke schön (Die Retrospektive) bei Discogs, abgerufen am 24. April 2015.
25. ↑  Stefanie Hertel – Stärker als die Freiheit bei Discogs, abgerufen am 24. April 2015.
26. ↑  Tonia – Karussell / Heute, Morgen bei Discogs, abgerufen am 20. November 2021.